# Gustav Simon (Historiker)
Gustav Ludwig Georg Friedrich Simon (* 5. Februar 1811 in  Gronau bei Bensheim; † 13. Mai 1870 in Michelstadt) war ein deutscher evangelischer Pfarrer, Dekan und Historiker.

## Familie
Gustav Simon war ein Sohn des Pfarrers, Konsistorialrats und Kircheninspektors Georg Friedrich Simon (* 1772 in Darmstadt; † 1832 in Bad König). Als er 1870, mit gerade einmal 59 Jahren verstarb, hinterließ er seine Frau Emilie, geb. Ammann und zehn Kinder.

## Leben
Simon erhielt seine schulische Grundausbildung zunächst durch seinen Vater im Elternhaus. Von 1825 bis 1828 besuchte er das Gymnasium in Darmstadt. Anschließend studierte er ab Ostern 1828 an der Ludwigsuniversität Gießen das Fach Evangelische Theologie. Während seines Studiums wurde er 1828 Mitglied der Alten Gießener Burschenschaft Germania. Bereits im Mai 1834 bestand er in Darmstadt die Definitorialprüfung. Er wurde am 14. Dezember 1834 in  Rimbach ordiniert und dort als Pfarrverweser eingesetzt. Hier blieb Simon 4 Jahre, bevor er am 18. September 1838 zum Hofprediger des Grafen von Erbach-Schönberg nach  Schönberg berufen wurde. 1842 erfolgte dann die Ernennung zum Pfarrer in Vielbrunn, wo er zehn Jahre blieb und zum ersten Mal mit seinen geschichtlichen Forschungen begann. Schnell machte Simon sich auf Basis dessen einen Namen als Historiker. Dies war wohl mit ausschlaggebend, dass er schließlich 1852 die begehrte Stelle als 1. Pfarrer in Michelstadt erhielt und nach mehreren Eingaben des  Grafen Alfred von Erbach-Fürstenau am 28. September 1852 zum Oberpfarrer ernannt wurde. Ende Juli 1862 übertrug ihm Großherzog Ludwig III. zusätzlich die Verwaltung des Dekanats Erbach. Dieses Amt bekleidete Simon bis zu seinem Tod im Jahr 1870.

## Werk und Auszeichnungen
Gustav Simon steht als Historiker des Odenwaldes und vor allem der ehemaligen  Grafschaft Erbach im Umfang und der Vielseitigkeit seiner Arbeit beispiellos da. Von Beruf evangelischer Geistlicher, war seine Leidenschaft die Geschichtsforschung und Geschichtsschreibung. So verfasste er zwischen 1854 und 1865 unzählige Werke, die z. T. noch im 20. und 21. Jahrhundert Grundlage der regionalen Geschichtsforschung des Odenwaldes sind. Sein Hauptwerk, „Die Geschichte der Dynasten und Grafen zu Erbach und ihres Landes“, erschien im Jahr 1858 in Frankfurt am Main. Darüber hinaus schrieb Simon zahlreiche Arbeiten, die weit über die Grenzen des Odenwaldes hinausgreifen. Trotz oft schwieriger Voraussetzungen schaffte Simon es immer wieder, Finanziers für seine Arbeiten zu begeistern und diese schlussendlich auch druckreif zu verlegen.
Folgende Auszeichnungen wurden ihm verliehen:
- Königlich Preußische Goldene Medaille für Wissenschaft (15. Januar 1858 durch König Friedrich Wilhelm IV. von Preußen)
- Goldene Verdienstmedaille für Wissenschaft, Kunst, Industrie und Landwirtschaft (27. Dezember 1864 durch Großherzog Ludwig III. von Hessen-Darmstadt)[2]
- Nassauische Goldene Medaille für Wissenschaft und Kunst mit dem Bande (20. Dezember 1865 durch Herzog Adolph von Nassau)
- Große Goldene Medaille mit dem Bild und Wahlspruch des Kaisers (April 1866 durch Kaiser Franz Joseph I. von Österreich-Ungarn)

## Publikationen
- Ludwig IV., genannt der Heilige, Landgraf von Thüringen und Hessen, und seine Gemalin die heilige Elisabeth von Ungarn – Brönner, 1854
- Die Geschichte Hessens in Biographien für das Volk erzählt – Brönner, 1855 ( Digitalisierung eines Exemplars der Harvard College Library)
- Die Geschichte der Dynasten und Grafen zu Erbach und ihres Landes – Brönner, 1858. ( Digitalisierung eines Exemplars der Harvard College Library)
- Eine Geschichte des königlichen Bannforstes des Büdinger Waldes und der Dreieich – Sauerländer, 1860.
- Beiträge zur Geschichte des Forst- und Jagdwesens im Mittelalter – Sauerländer, 1862
- Die Geschichte des reichsständischen Hauses Ysenburg und Büdingen – Brönner, 1865.
  - Band 1: Die Geschichte des Ysenburg-Büdingenschen Landes. 1865 Digitalisat
  - Band 2: Die Ysenburg und Büdingensche Hausgeschichte. 1865 Digitalisat
  - Band 3: Das Ysenburg und Büdingensche Urkundenbuch. 1865 Digitalisat